# Wasserturm (Demmin)

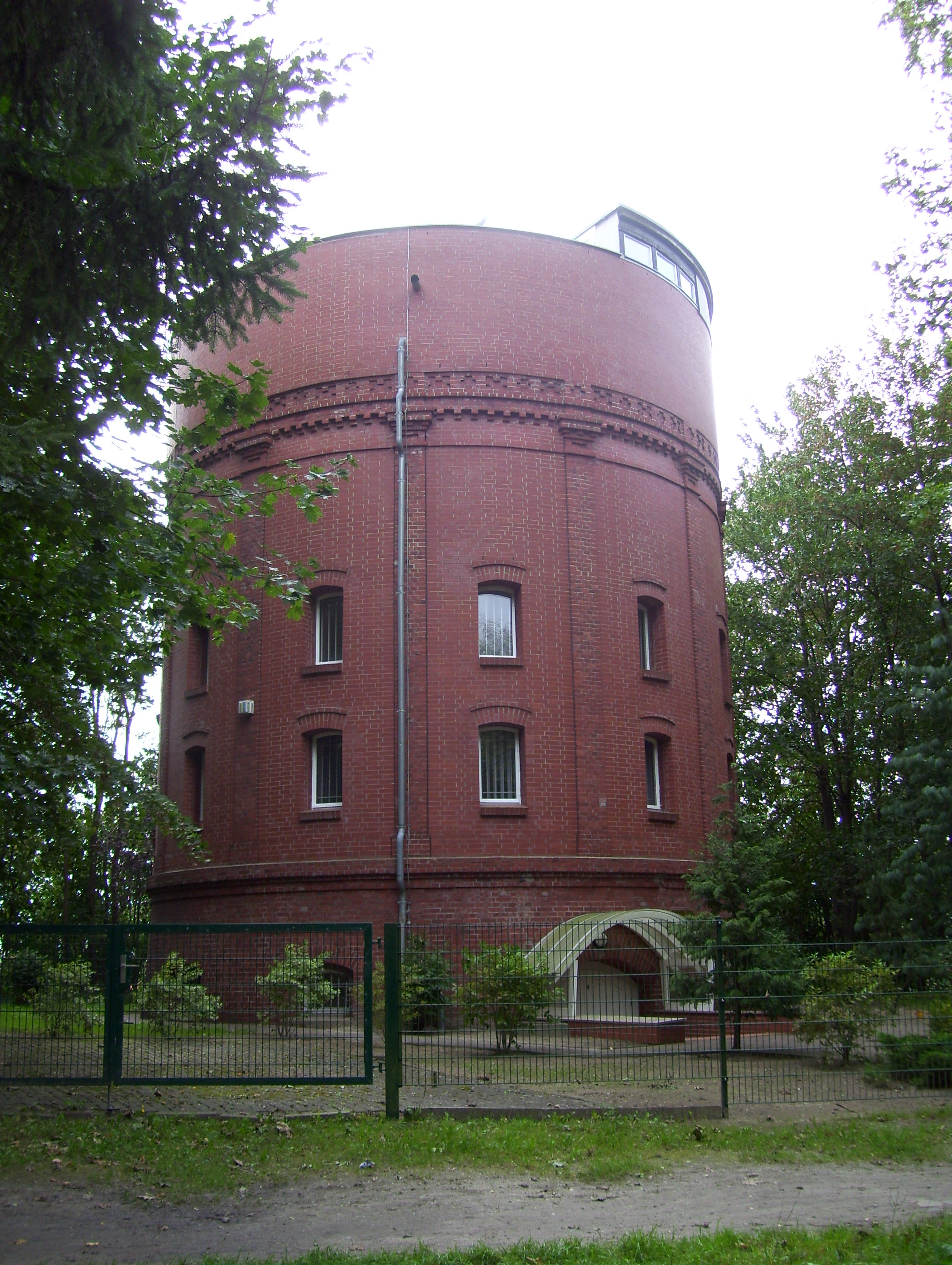
Demminer Wasserturm

Der ehemalige Wasserturm der Hansestadt Demmin im Landkreis Mecklenburgische Seenplatte befindet sich rund 1400 Meter südöstlich des Stadtzentrums und 200 Meter nördlich des Bahnhofs in den Sandbergtannen. Der Turm ist ein Baudenkmal und beherbergt heute eine Volkssternwarte mit Planetarium.
Ende des 19. Jahrhunderts erhielt die Stadt Demmin eine zentrale Wasserversorgung. Dazu wurde 1897 der Wasserturm auf einer Anhöhe außerhalb der Stadt aus rotem Backstein errichtet. Dieser trug ursprünglich ein Kegeldach. Zu DDR-Zeiten wurde nahe der Tollense eine neue Wasserversorgung gebaut. Der nicht mehr benötigte Wasserturm wurde zu einer Volkssternwarte mit Planetarium umgebaut. Das Kegeldach wurde zugunsten einer Aussichtsplattform entfernt.
Das Planetarium hat eine Kuppel von 6 Meter Durchmesser und 35 Sitzplätze. Als Projektor dient ein ZKP-2 SkyMaster von Zeiss, für Beobachtungen steht ein Fernrohr zur Verfügung. Neben dem Astronomieunterricht wird die Station für regelmäßige Veranstaltungen zu Themen der Astronomie genutzt.